# Osteoma
osteoma é um tumor benigno ósseo de crescimento lento que geralmente cresce no crânio. Osteomas osteoides por outro lado geralmente aparecem no fêmur ou tíbia.

## Tipos
Existem dois tipos:
Osteoma homoplásico: Quando é formado a partir de tecido ósseo.
Osteoma heteroplásico: Quando é formado a partir de outros tecidos.
Os locais mais frequentes são:
- Seios paranasais
- Caixa craniana
- Mandíbula

Podem apresentar três padrões patogênicos:
- Marfim: Denso pouco irrigado.
- Maduro: Esponjoso, com medula, trabeculado e bem irrigado como um osso normal.
- Mixto: Partes densas e partes esponjosas.

## Causas
A causa dos osteomas é incerta, mas teorias geralmente aceitas sugerem causas infecciosas, embriológicas ou traumáticas.

## Sinais e sintomas
Osteomas craniofaciais maiores podem causar dor facial, dor de cabeça e infecção devido à obstrução dos ductos nasofrontais. Frequentemente o osteoma craniofacial se apresenta através de sinais e sintomas oculares (como proptose).

## Epidemiologia
São mais comuns em adolescentes e jovens adultos (10 a 35 anos) e duas vezes mais comuns em homens. Os osteomas múltiplos estão associados a pólipos colônicos na síndrome de Gardner.

## Tratamento
Se causar problemas pode ser quebrados, esculpidos e removidos cirurgicamente.
Osteomas osteoides causam dor noturna que melhora com aspirina.